# Eclipsa de Lună din 26 mai 2021

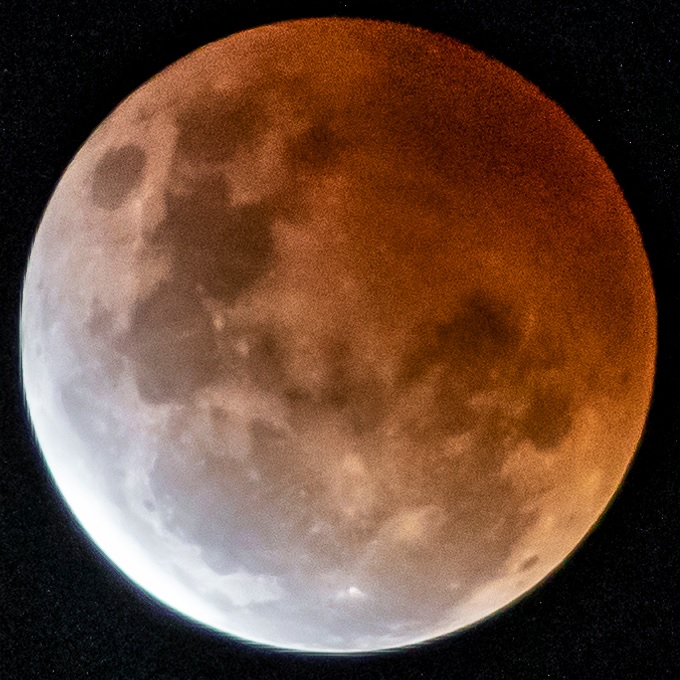
Imagine a eclipsei fotografiate în Geelong statul Victoria, Australia.

O eclipsă totală de Lună a avut loc pe 26 mai 2021. A fost prima eclipsă totală de Lună de la eclipsa de Lună din ianuarie 2019. 
De la eclipsă au trecut 3 ani, 303 zile.

## Vizibilitate
A fost vizibilă în zone din sud-estul Asiei, toată Australia, toată Oceania, cea mai mare parte din Alaska și Canada, în tot Hawaii-ul, după apusul Soarelui, în statele din centrul și din vestul SUA precum și în cea mai mare parte a Americii de Sud.
|                     |
| Harta vizibilității |

## Particularitate
A fost o eclipsă de Lună cu o durată a fazei totale de mai puțin de un sfert de oră (14 minute și 30 de secunde).

## Observații

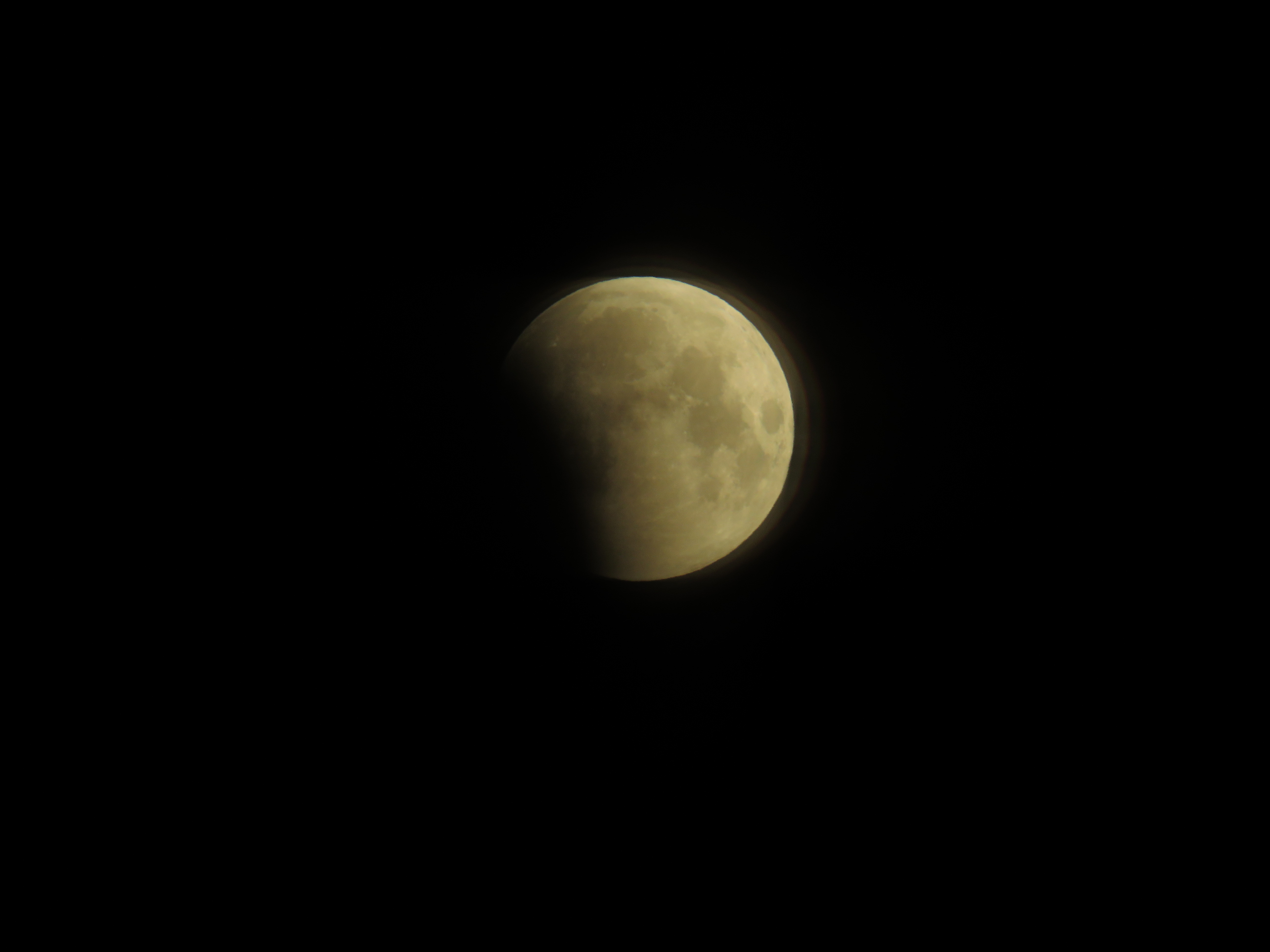
9:56 UTC
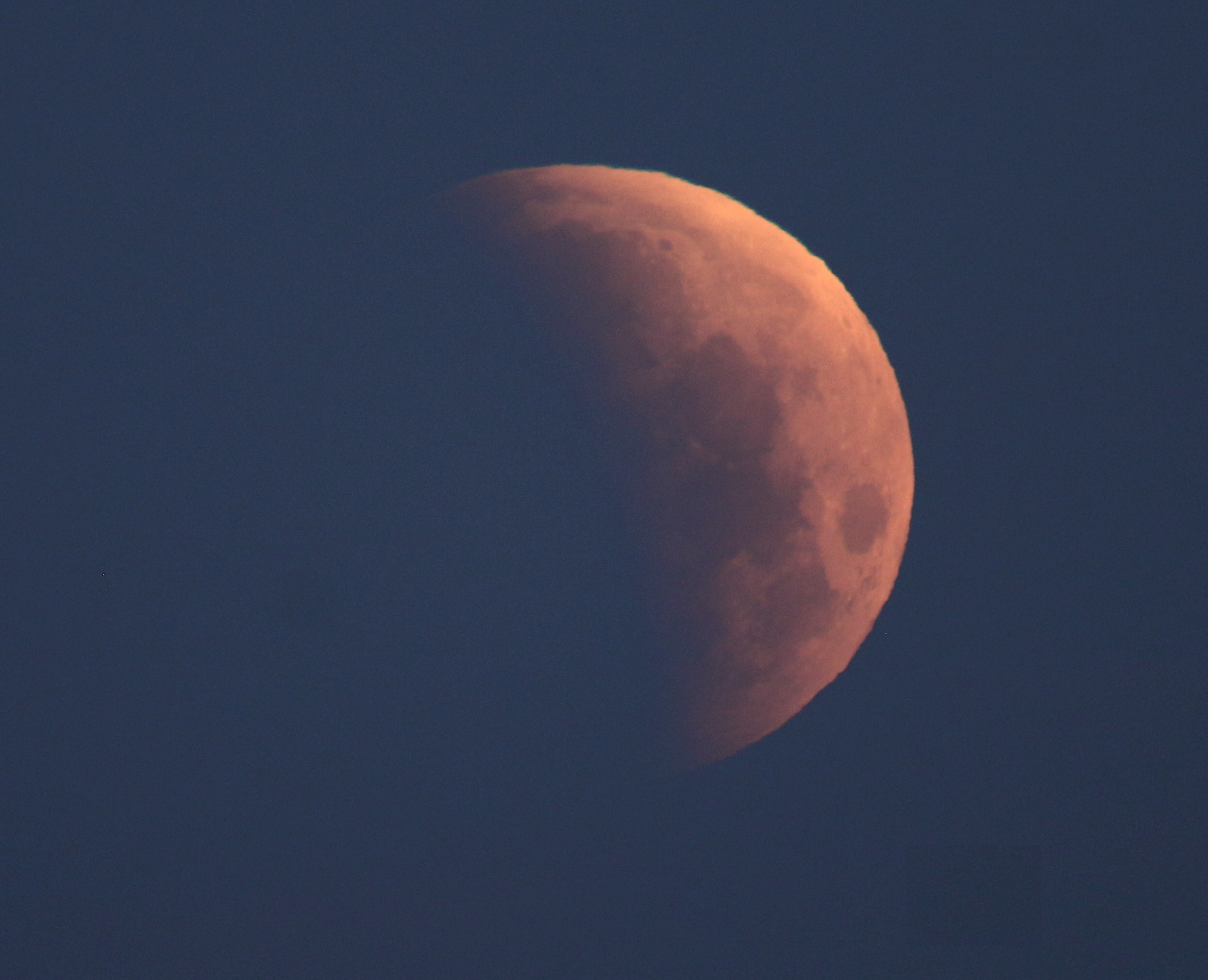
Minneapolis, Minnesota, 10:19 UTC
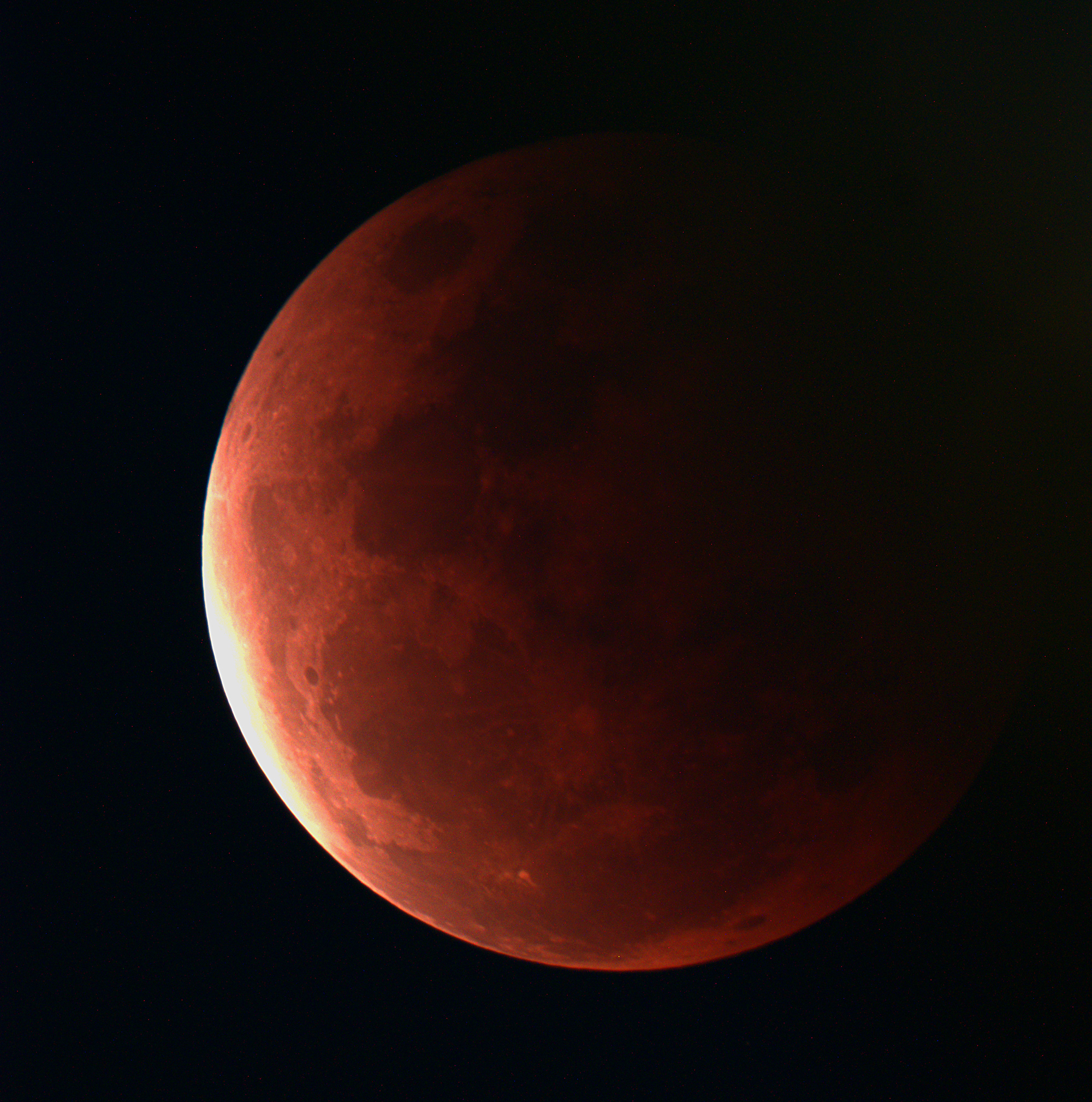
Taoyuan, Taiwan, 11:02 UTC
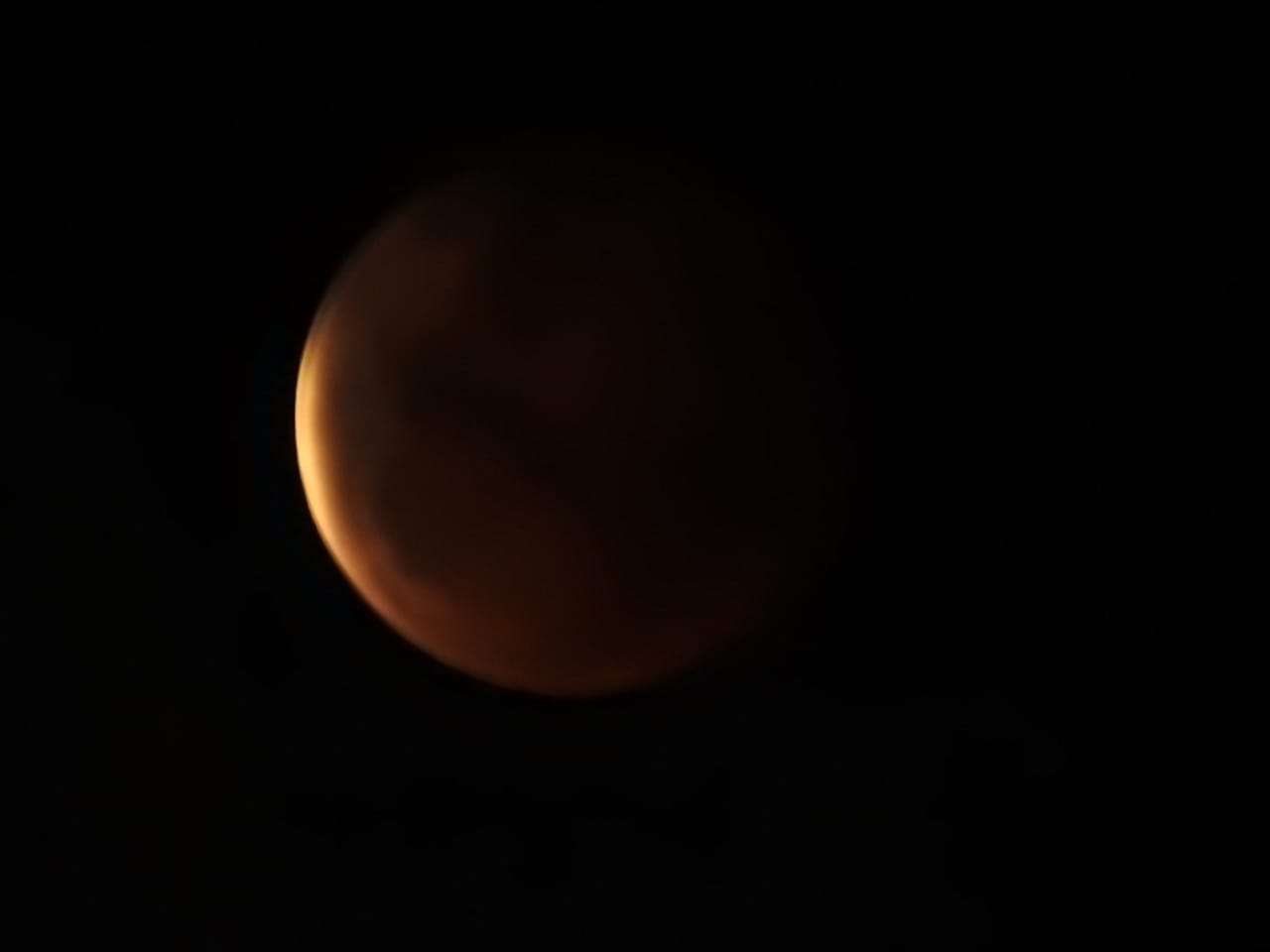
Banyuwangi, Indonezia, 11:03 UTC
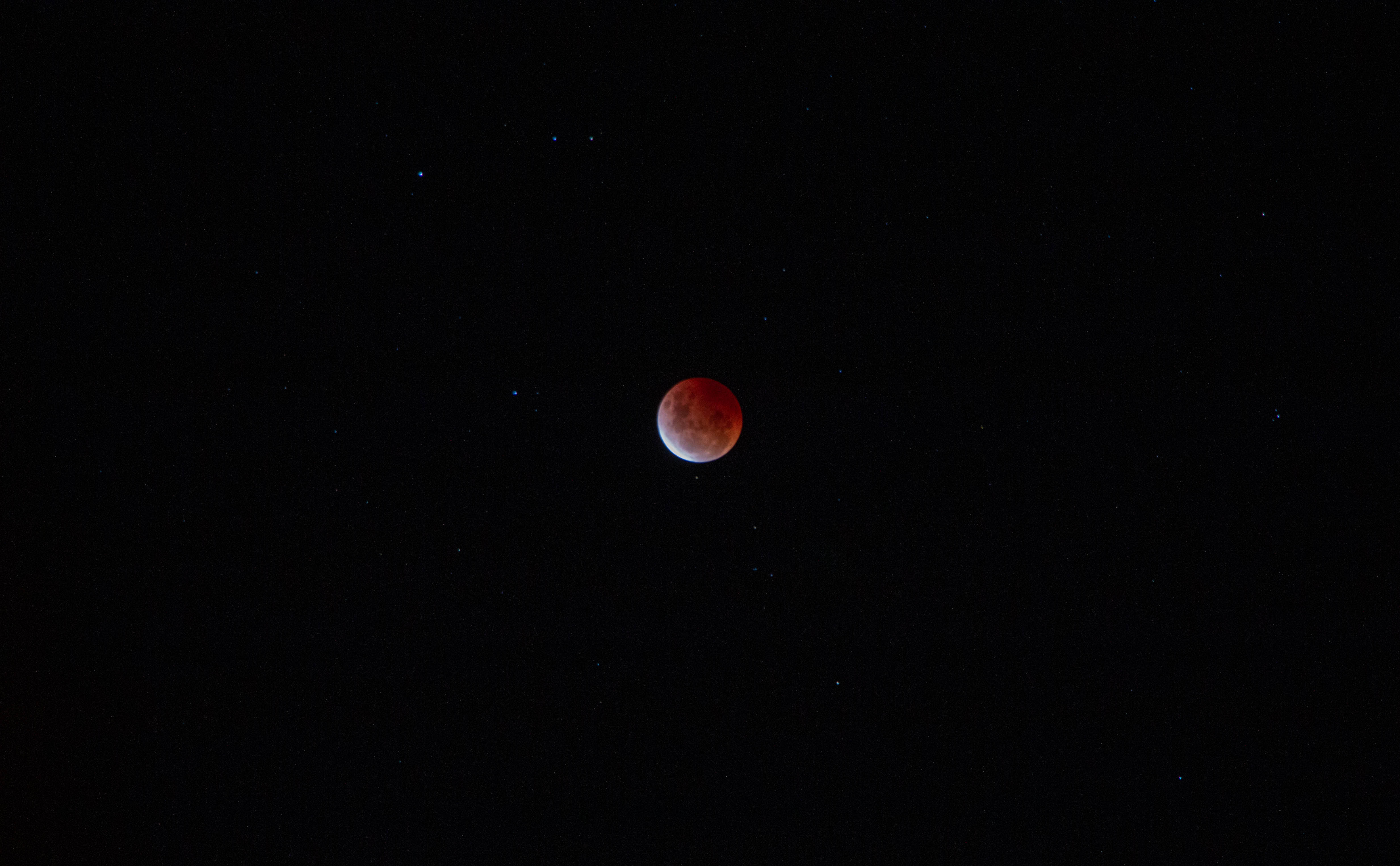
Canberra, Australia, 11:11 UTC
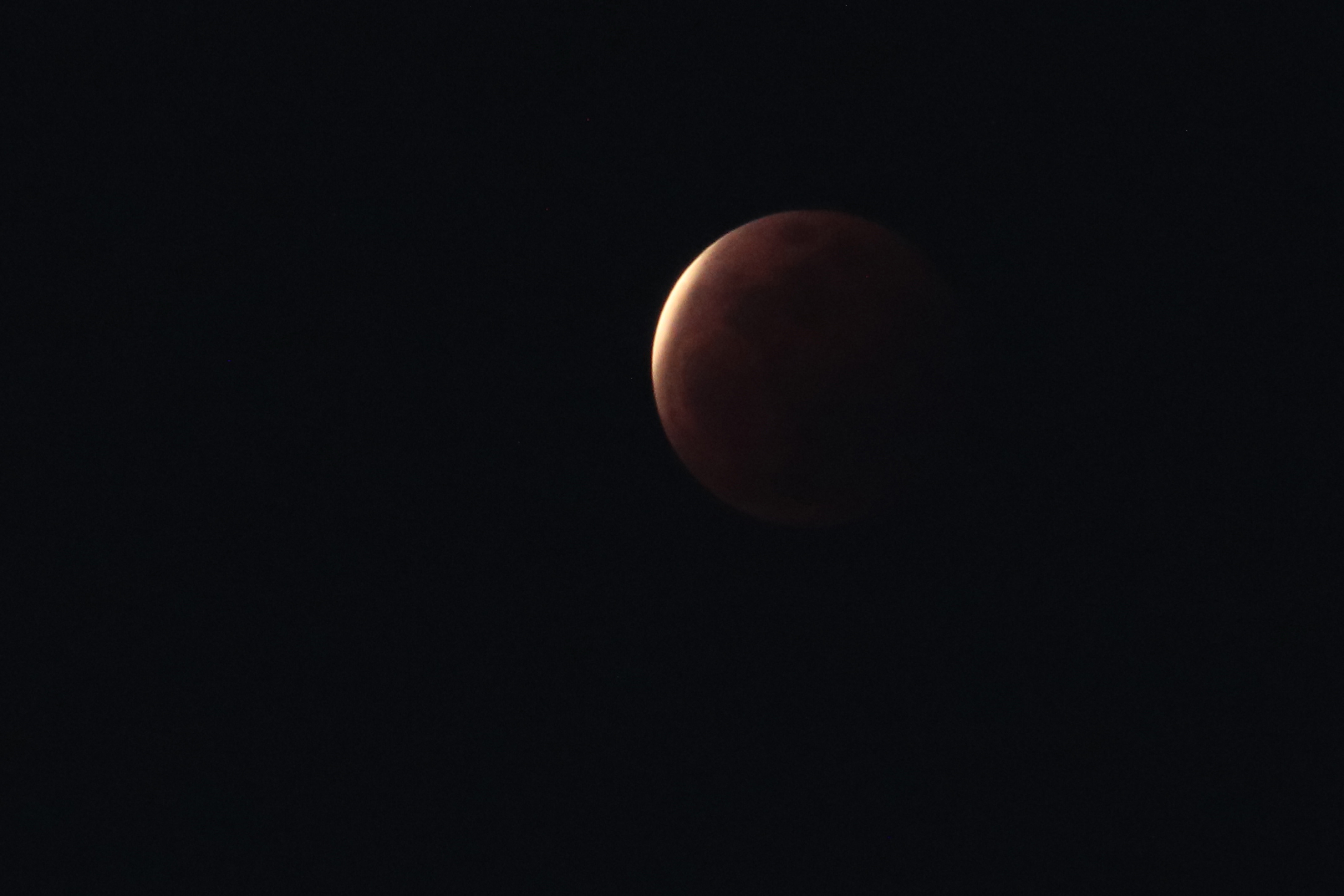
Manila, Filipine, 11:13 UTC
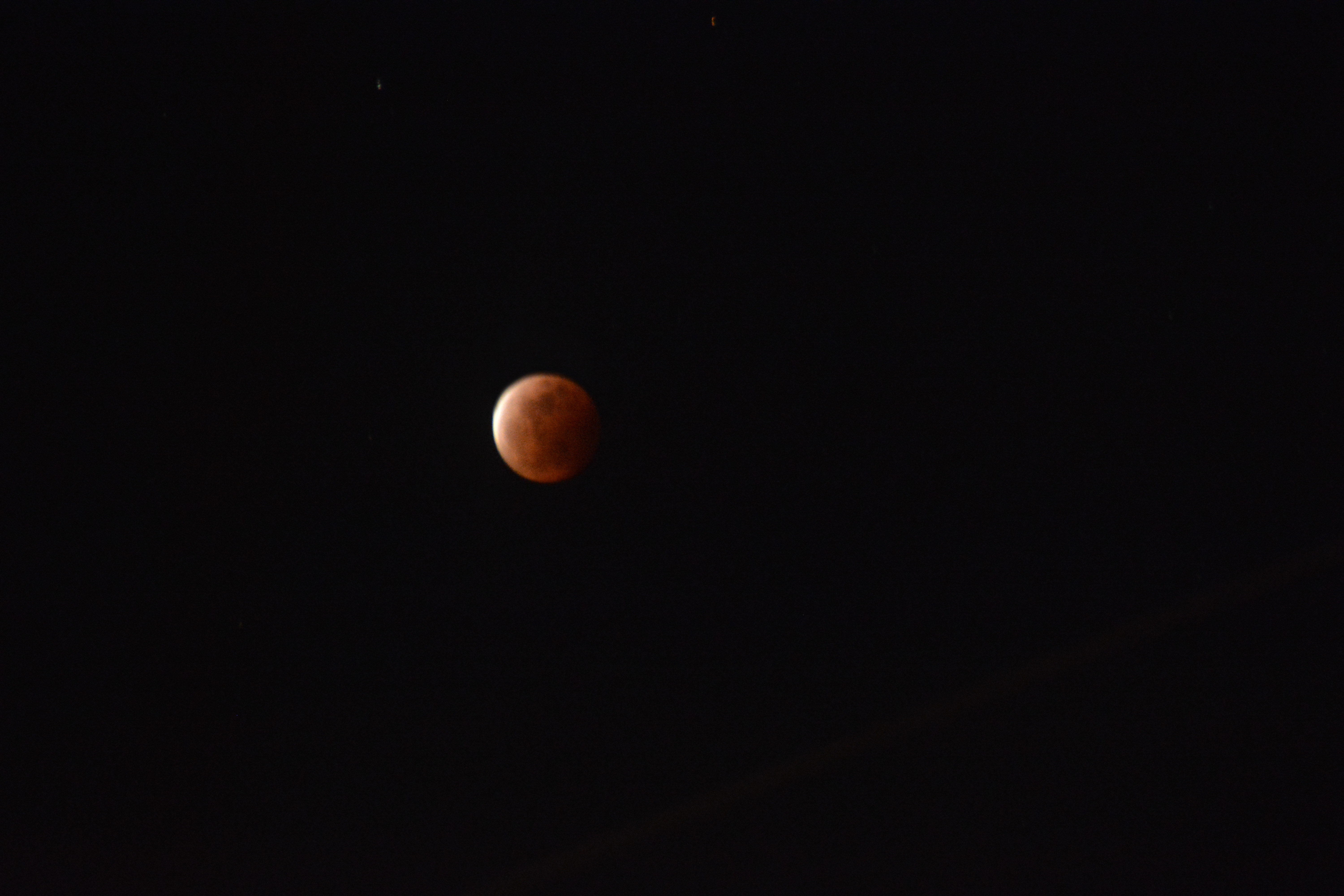
Laguna, Filipine, 11:15 UTC
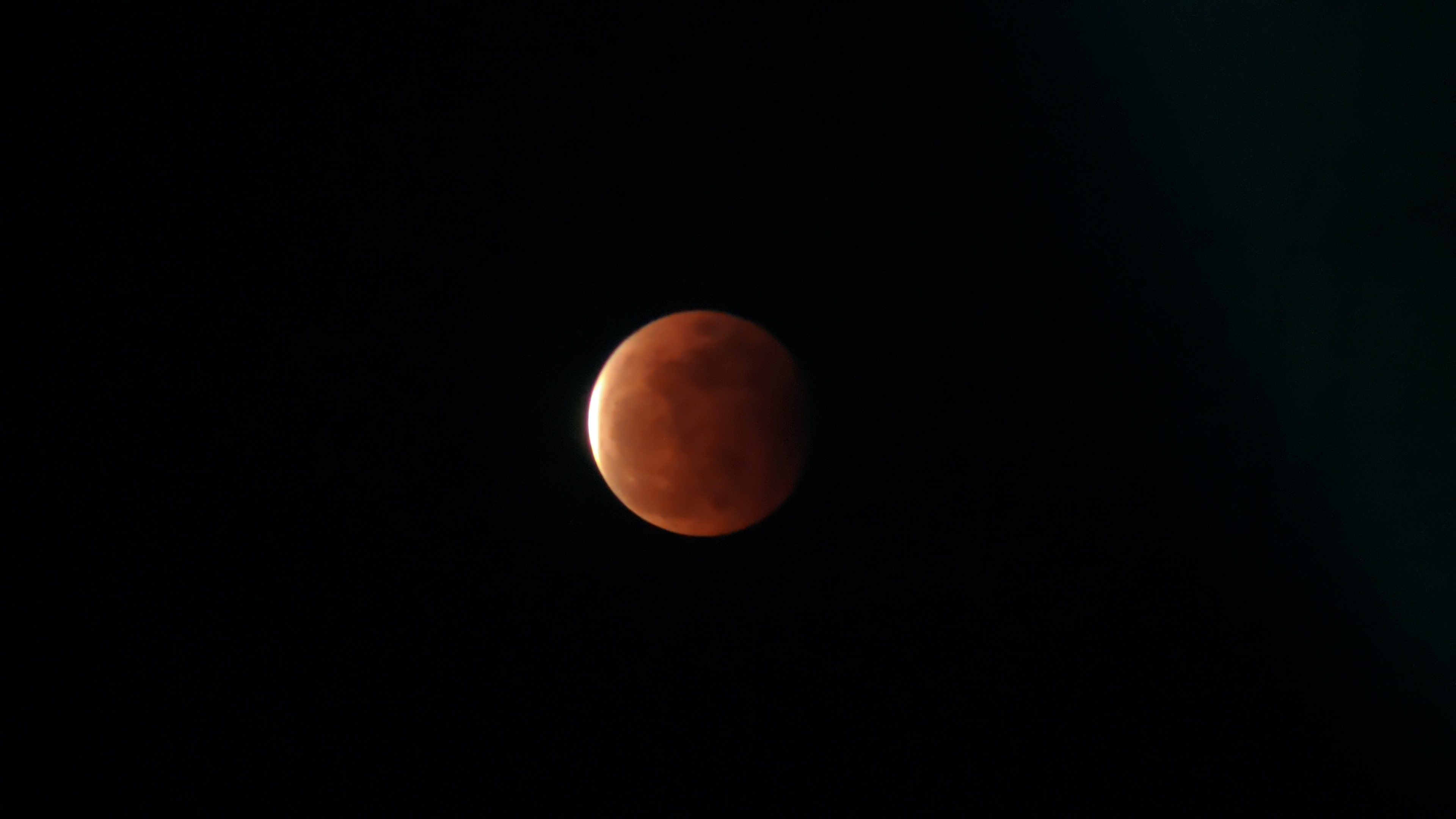
Tarlac City, Filipine, 11:32 UTC
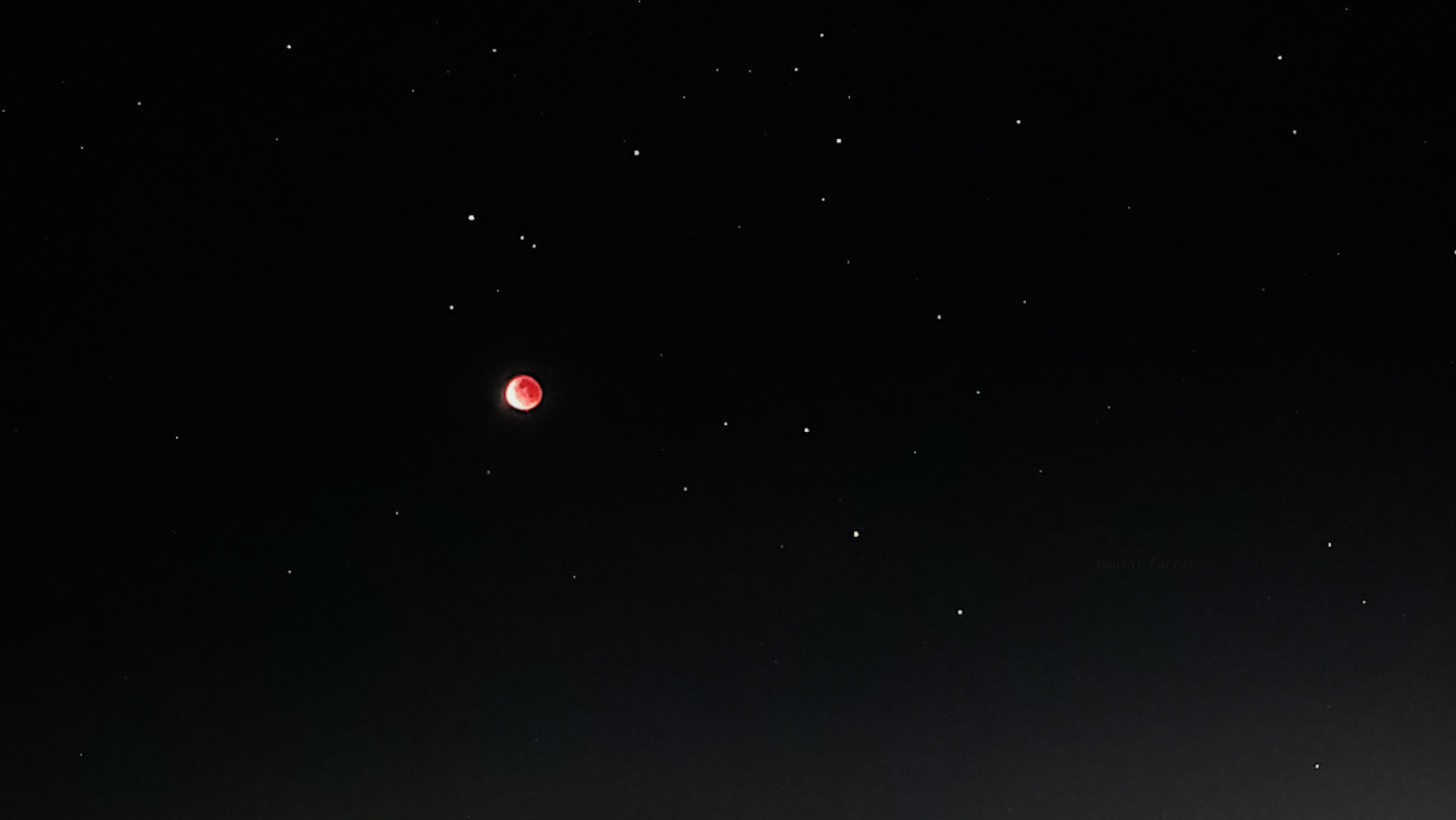
Kediri, Indonezia, 11:32 UTC
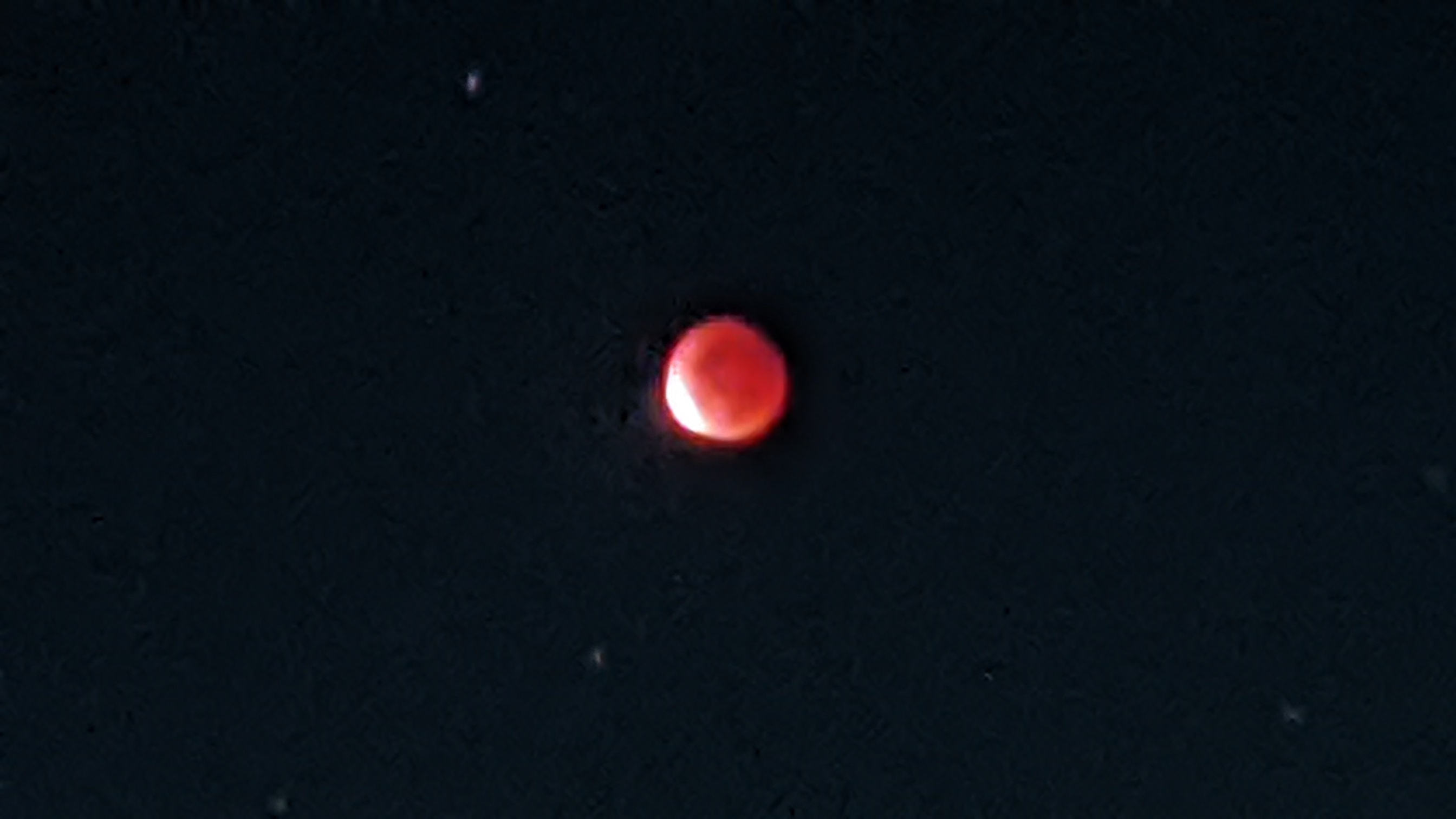
Magetan, Indonezia, 11:34 UTC
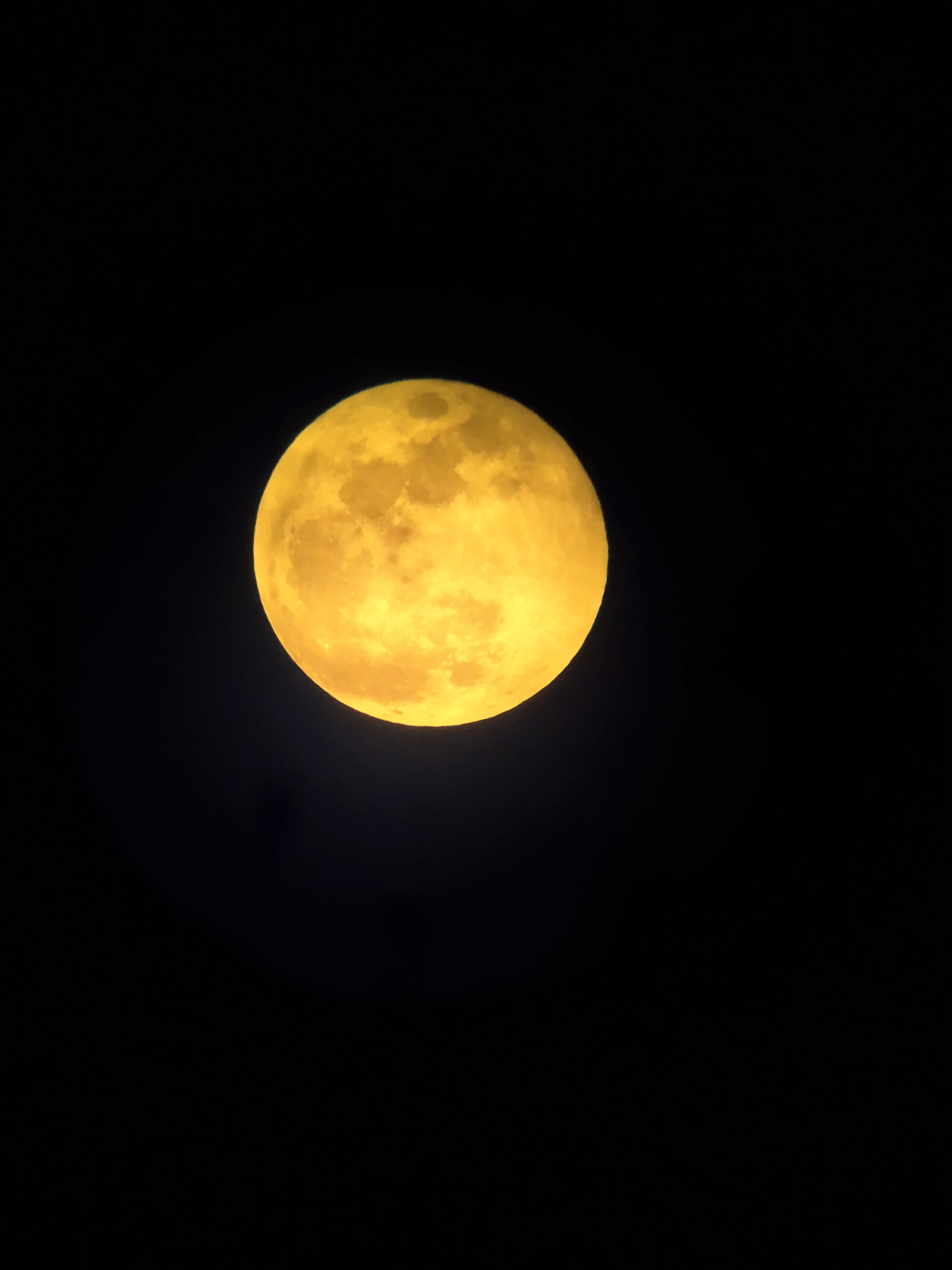
Chennai, India, 13:27 UTC

## Eclipsele din 2021
- Eclipsa inelară de Soare din 10 iunie
- Eclipsa parțială de Lună din 19 noiembrie
- Eclipsa totală de Soare din 4 decembrie

## Serii Saros
Eclipsa din 26 mai 2021 face parte din Ciclul Saros 121.